# Saint-Germain-sur-Renon
Saint-Germain-sur-Renon – miejscowość i gmina we Francji, w regionie Owernia-Rodan-Alpy, w departamencie Ain.

## Demografia
Według danych na styczeń 2012 roku gminę zamieszkiwało 241 osób, a gęstość zaludnienia wynosiła 15,25 osób/km².